# Prosopocera janus
Prosopocera janus là một loài bọ cánh cứng trong họ Cerambycidae.